# 제1대 몬머스 공작 제임스 스콧

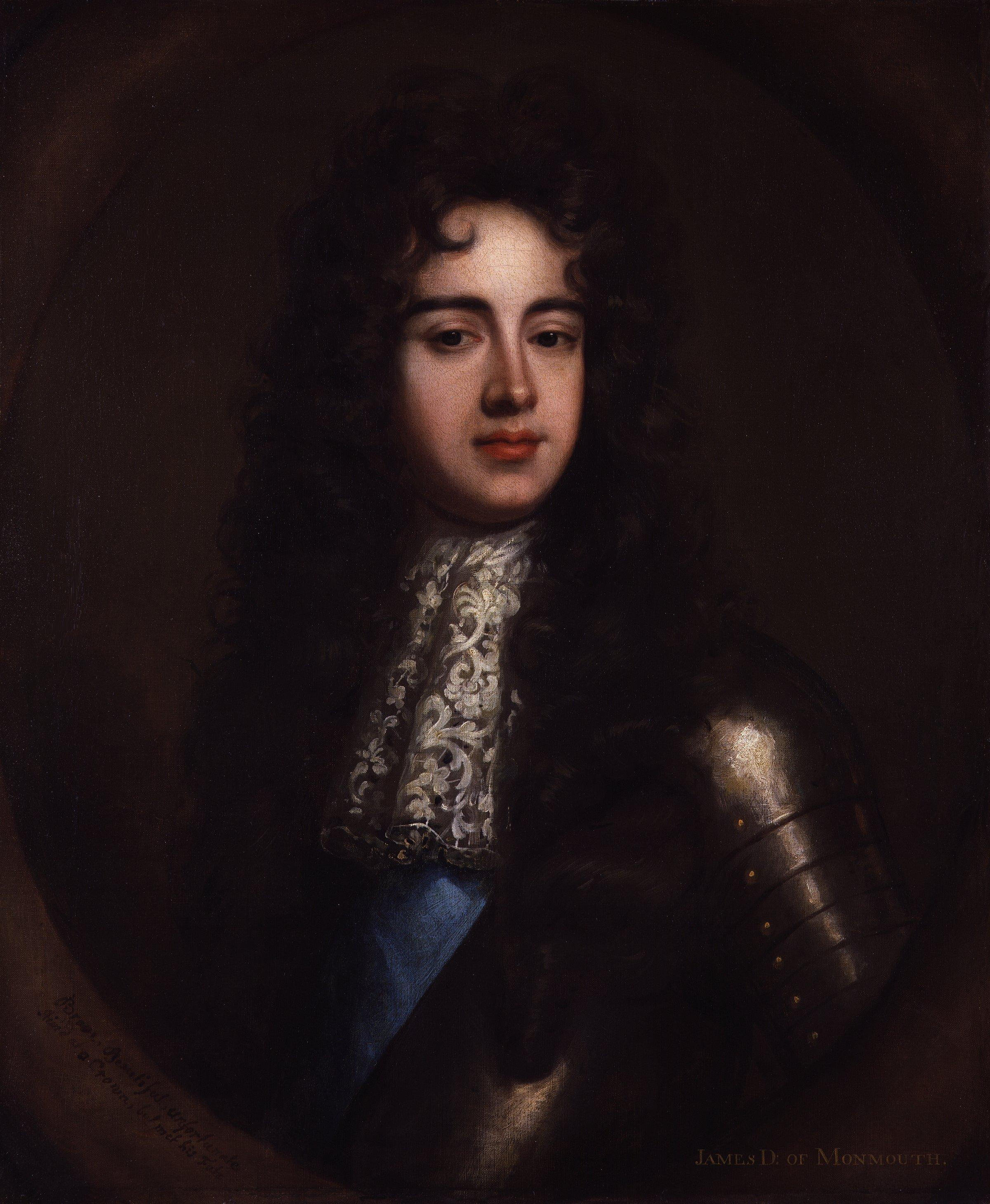
몬머스 공작

제1대 몬머스 공작 제임스 스콧(James Scott, 1st Duke of Monmouth, 1649년 4월 9일 ~ 1685년 7월 15일)은 잉글랜드의 귀족이다. 찰스 2세의 서자로서 네덜란드 로테르담에서 루시 월터의 아들로 태어났으며, 본래 이름은 제임스 크로프츠(James Crofts) 또는 제임스 피츠로이(James Fitzroy)이다. 부인은 제1대 버클루 여공작 앤 스콧으로 제2대 버클루 백작 프랜시스 스콧의 딸이다.
제2차 영란전쟁에 참전하였으며 제3차 영란전쟁에서 부대를 지휘하였다. 1685년에 삼촌 제임스 2세를 몰아내려 한 몬머스의 난을 이끌었다가 실패하고 반역죄로 참수되었다.

## 가계
몬머스와 버클루 여공작 사이에 자식은 댈키스 백작 제임스 스콧을 낳았으며 버클루 공작위는 델키스의 아들 프랜시스가 이었다.